# NGC 7786
NGC 7786 је спирална галаксија у сазвежђу Пегаз која се налази на NGC листи објеката дубоког неба.
Деклинација објекта је + 21° 35' 19" а ректасцензија 23h 55m 21,7s. Привидна величина (магнитуда) објекта NGC 7786 износи 13,3 а фотографска магнитуда 14,1. NGC 7786 је још познат и под ознакама UGC 12842, MCG 3-60-38, CGCG 455-65, IRAS 23528+2118, CGCG 456-1, ARAK 588, KAZ 350, KUG 2352+213, PGC 72870.